# IATA空港コードの一覧/F
IATA空港コードの一覧: A - B - C - D - E - F - G - H - I - J - K - L - M - N - O - P - Q - R - S - T - U - V - W - X - Y - Z

## F
この一覧では次のような形式で羅列する。
- IATAコード (ICAOコード) - 空港名 - 空港の所在地

### FA
- FAA (GUFH) – ファラナ空港（英語版） – ファラナ、ギニア
- FAB (EGLF) – ファーンボロー空港 – イギリス、ハンプシャー、ファーンボロー
- FAE (EKVG) – ヴォーアル空港 – ヴォーアル島トースハウン、フェロー諸島
- FAF (KFAF) – ラングレー・ユースティス統合基地（英語版） – バージニア州フォート・ユースティス、アメリカ合衆国
- FAH (OAFR) – Farah 空港 – Farah、アフガニスタン
- FAI (PAFA) – フェアバンクス国際空港 – アラスカ州フェアバンクス、アメリカ合衆国
- FAM (KFAM) – ファーミントン地域空港（英語版） – アメリカ合衆国、ミズーリ州、ファーミントン
- FAO (LPFR) – ファロ空港 – ファロ、ポルトガル共和国
- FAQ (AYFR) – Frieda River 空港 – Frieda River、パプアニューギニア独立国
- FAR (KFAR) – ヘクター国際空港 – ノースダコタ州ファーゴ、アメリカ合衆国
- FAT (KFAT) – フレズノ・ヨセミテ国際空港 – カリフォルニア州フレズノ、アメリカ合衆国
- FAU (OOFD) – Fahud 空港 – Fahud、オマーン国
- FAV (NTGF) – ファカラバ空港 - ファカラヴァ環礁、フランス領ポリネシア
- FAY (KFAY) – ファイエットビル地域空港（英語版）（Grannis Field）– ノースカロライナ州ファイエットビル、アメリカ合衆国
- FAZ (OISF) – ファサ空港（英語版） – ファサ、イラン・イスラム共和国

### FB
- FBA (SWOB) – フォンテ・ボア空港 – フォンテ・ボア、ブラジル連邦共和国
- FBD (OAFZ) – ファイザーバード空港 – ファイザーバード、アフガニスタン
- FBE (SSFB) – Francisco Beltrão 空港 – Francisco Beltrão、ブラジル連邦共和国
- FBG (KFBG) – Simmons AAF – ノースカロライナ州フォートブラッグ、アメリカ合衆国
- FBK (PAFB) – Ladd AAF – アラスカ州フェアバンクス、アメリカ合衆国
- FBL (KFBL) – Faribault 市営空港 – ミネソタ州Faribault、アメリカ合衆国
- FBM (FZQA) – ルブンバシ国際空港 – ルブンバシ、コンゴ民主共和国
- FBR (KFBR) – フォートブリッジャ空港 – ワイオミング州フォートブリッジャ、アメリカ合衆国
- FBY (KFBY) – Fairbury 市営空港 – ネブラスカ州Fairbury、アメリカ合衆国

### FC
- FCA (KGPI) – グレイシャー・パーク国際空港 – モンタナ州カリスペル、アメリカ合衆国
- FCH (KFCH) – フレズノ・チャンドラー・エグゼクティブ空港 – カリフォルニア州フレズノ、アメリカ合衆国
- FCI (KFCI) – チェスターフィールド郡空港 – バージニア州リッチモンド、アメリカ合衆国
- FCM (KFCM) – Flying Cloud 空港 – ミネソタ州ミネアポリス、アメリカ合衆国
- FCO (LIRF) – ローマ・フィウミチーノ空港 – ローマ県フィウミチーノ、イタリア共和国
- FCS (KFCS) – Butts AAF（フォートカーソン）– コロラド州コロラドスプリングス、アメリカ合衆国
- FCT (KFCT) – Vagabond AAF – ワシントン州ヤキマ、アメリカ合衆国
- FCY (KFCY) – フォレストシティー市営空港 – アーカンソー州フォレストシティー、アメリカ合衆国

### FD
- FDE (ENBL) – Førde Airport, Bringeland – Førde、ノルウェー王国
- FDF (TFFF) – マルティニーク・エメ・セゼール国際空港 – マルティニーク、フォール・ド・フランス、フランス共和国
- FDH (EDNY) – フリードリヒスハーフェン空港 – ボーデン湖フリードリヒスハーフェン、ドイツ連邦共和国
- FDK (KFDK) – フレデリック市営空港 – メリーランド州フレデリック、アメリカ合衆国
- FDR (KFDR) – フレデリック市営空港 – オクラホマ州フレデリック、アメリカ合衆国
- FDW (KFDW) – フェアフィールド郡空港 – サウスカロライナ州ウインズボロ、アメリカ合衆国
- FDY (KFDY) – フィンドレー空港 – オハイオ州フィンドレー、アメリカ合衆国

### FE
- FEB (VNSR) – Sanphebagar 空港 – Sanphebagar、ネパール
- FEC (SDIY) – フェイラ・デ・サンタナ空港 – フェイラ・デ・サンタナ、ブラジル連邦共和国
- FEG (UTKF) – フェルガナ国際空港 – フェルガナ、ウズベキスタン共和国
- FEJ (SNOU) – Feijó 空港 – Feijó、ブラジル連邦共和国
- FEK (DIFK) – フェルケセドゥーグー空港 – フェルケセドゥーグー、コートジボワール共和国
- FEN (SBFN) – フェルナンド・デ・ノローニャ空港 – ブラジル連邦共和国
- FEP (KFEP) – Albertus 空港 – イリノイ州フリーポート、アメリカ合衆国
- FES (KFES) – Festus 記念空港 – ミズーリ州Festus、アメリカ合衆国
- FET (KFET) – フリーモント市営空港 – ネブラスカ州フリーモント、アメリカ合衆国
- FEZ (GMFF) – フェズ＝サイス空港 – フェズ、モロッコ王国

### FF
- FFA (KFFA) – ファーストフライト空港 – ノースカロライナ州キルデビルヒルズ、アメリカ合衆国
- FFC (KFFC) – Falcon Field – ジョージア州ピーチツリーシティ、アメリカ合衆国
- FFL (KFFL) – フェアフィールド市営空港 – アイオワ州フェアフィールド、アメリカ合衆国
- FFM (KFFM) – ファーガスフォールズ市営空港（Einar Mickelson Field）– ミネソタ州ファーガスフォールズ、アメリカ合衆国
- FFO (KFFO) – ライトパターソン空軍基地 – オハイオ州デイトン、アメリカ合衆国
- FFT (KFFT) – キャピタルシティ空港 – ケンタッキー州フランクフォート、アメリカ合衆国
- FFZ (KFFZ) – Falcon Field – アリゾナ州メサ、アメリカ合衆国

### FG
- FGD (GQPF) – フデリック空港 – フデリック、モーリタニア・イスラム共和国
- FGU (NTGB) – Fangatau 空港 – Fangatau、フランス領ポリネシア
- FGX (KFGX) – Fleming-Mason 空港 – ケンタッキー州フレミングズバーグ、アメリカ合衆国

### FH
- FHR (KFHR) – Friday Harbor 空港 – ワシントン州Friday Harbor、アメリカ合衆国
- FHU (KFHU) – シエラビスタ市営空港 / Libby 陸軍飛行場 – アリゾナ州シエラビスタ、アメリカ合衆国

### FI
- FIE (EGEF) – Fair Isle 空港 – フェア島、イギリス
- FIG (GUFA) – フリア空港 – フリア、ギニア
- FIH (FZAA) – ヌジリ国際空港 – キンシャサ、コンゴ民主共和国
- FIT (KFIT) – フィッチバーグ市営空港 – マサチューセッツ州フィッチバーグ、アメリカ合衆国
- FIZ (YFTZ) – Fitzroy Crossing 空港 – 西オーストラリア州Fitzroy Crossing、オーストラリア連邦

### FJ
- FJR (OMFJ) – フジャイラ国際空港 – フジャイラ、アラブ首長国連邦

### FK
- FKB (EDSB) – バーデン・エアパーク – カールスルーエ/バーデンバーデン、ドイツ連邦共和国
- FKI (FZIC) – バンゴカ国際空港 – キサンガニ、コンゴ民主共和国
- FKJ (RJNF) – 福井空港 – 福井県坂井市、日本
- FKL (KFKL) – Venango 地域空港 – ペンシルベニア州フランクリン、アメリカ合衆国
- FKN (KFKN) – Franklin Municipal-John Beverly Rose 空港 – バージニア州フランクリン、アメリカ合衆国
- FKQ (WASF) – Fakfak Torea 空港 – Fakfak、インドネシア共和国
- FKR (KFKR) – フランクリン市営空港 – インディアナ州フランクフォート、アメリカ合衆国
- FKS (RJSF) – 福島空港 – 福島県、日本

### FL
- FLA (SKFL) – Gustavo Artunduaga Paredes 空港 – フロレンシア、コロンビア
- FLD (KFLD) – フォンデュラク郡空港 – ウィスコンシン州フォンデュラク、アメリカ合衆国
- FLG (KFLG) – Flagstaff Pulliam 空港 – アリゾナ州フラッグスタッフ、アメリカ合衆国
- FLL (KFLL) – フォートローダーデール・ハリウッド国際空港 – フロリダ州フォートローダーデール、アメリカ合衆国
- FLM (SGFI) – フィラデルフィア空港 – ボケローン県フィラデルフィア、パラグアイ共和国
- FLN (SBFL) – エルシリオ・ルス国際空港 – フロリアノーポリス、ブラジル連邦共和国
- FLO (KFLO) – フローレンス地域空港 – サウスカロライナ州フローレンス、アメリカ合衆国
- FLP (KFLP) – マリオン郡地域空港 – アーカンソー州Flippin、アメリカ合衆国
- FLR (LIRQ) – フィレンツェ＝ペレトラ空港 – フィレンツェ、イタリア共和国
- FLS (YFLI) – Flinders Island 空港 – フリンダース島、オーストラリア連邦
- FLT – フラット空港 – アラスカ州フラット、アメリカ合衆国
- FLV (KFLV) – Sherman AAF – カンザス州フォートレブンワース、アメリカ合衆国
- FLX (KFLX) – ファロン市営空港 – ネバダ州ファロン、アメリカ合衆国
- FLZ (WIMS) – Ferdinand Lumban Tobing 空港 – Sibolga、インドネシア

### FM
- FME (KFME) – Tipton 空港 – メリーランド州Odenton、アメリカ合衆国
- FMH (KFMH) – Otis 州空軍基地 – マサチューセッツ州ファルマス、アメリカ合衆国
- FMI (FZRF) – カレミ空港 – カレミ、コンゴ民主共和国
- FMM (EDJA) – メミンゲン空港 – バイエルン州メミンゲン、ドイツ連邦共和国
- FMN (KFMN) – フォーコーナーズ地域空港 – ニューメキシコ州ファーミントン、アメリカ合衆国
- FMO (EDDG) – ミュンスター・オスナブリュック国際空港 – ノルトライン=ヴェストファーレン州Greven、ドイツ連邦共和国
- FMY (KFMY) – Page Field – フロリダ州フォートマイアーズ、アメリカ合衆国
- FMZ (KFMZ) – Fairmont State 飛行場 – ネブラスカ州フェアモント、アメリカ合衆国

### FN
- FNA (GFLL) – ルンギ国際空港 – フリータウン、シエラレオネ共和国
- FNB (KFNB) – ノイブランデンブルク空港 – メクレンブルク=フォアポンメルン州ノイブランデンブルク、ドイツ連邦共和国
- FNC (LPMA) – マデイラ空港 – マデイラ諸島フンシャル、ポルトガル共和国
- FNE (AYFA) – Fane 空港 – Fane、パプアニューギニア独立国
- FNH (HAFN) – Fincha 空港 – Fincha'a、エチオピア連邦民主共和国
- FNI (LFTW) – ニーム・アルル・カマルグ空港 – ニーム/アルル/カマルグ、フランス共和国
- FNJ (ZKPY) – 朝鮮平壌順安国際空港 – 平壌直轄市、朝鮮民主主義人民共和国
- FNL (KFNL) – フォートコリンズ・ラブランド市営空港 – コロラド州フォート・コリンズ/ラブランド、アメリカ合衆国
- FNT (KFNT) – ビショップ国際空港 – ミシガン州フリント、アメリカ合衆国

### FO
- FOC (ZSFZ) – 福州長楽国際空港 – 福建省福州、中華人民共和国
- FOD (KFOD) – Fort Dodge 地域空港 – アイオワ州Fort Dodge、アメリカ合衆国
- FOE (KFOE) – Forbes Field – カンザス州トピカ、アメリカ合衆国
- FOK (KFOK) – Francis S. Gabreski 空港 – ニューヨーク州Westhampton Beach、アメリカ合衆国
- FOR (SBFZ) – ピント・マルチンス国際空港 – セアラー州フォルタレザ、ブラジル連邦共和国
- FOS (YFRT) – Forrest 空港 – 西オーストラリア州Forrest、オーストラリア連邦
- FOT (YFST) – Forster (Wallis Island) 空港 – ニューサウスウェールズ州Wallis Island、オーストラリア連邦

### FP
- FPK (KFPK) – フィッチ・H・ビーチ空港 – ミシガン州シャーロット、アメリカ合衆国
- FPO (MYGF) – グランドバハマ国際空港 – フリーポート、バハマ国
- FPR (KFPR) – St. Lucie 郡国際空港 – フロリダ州フォートピアス、アメリカ合衆国

### FR
- FRA (EDDF) – フランクフルト空港 – ヘッセン州フランクフルト、ドイツ連邦共和国
- FRB (YFBS) – Forbes 空港 – ニューサウスウェールズ州Forbes、オーストラリア連邦
- FRG (KFRG) – リパブリック空港 – ニューヨーク州イーストファーミンデール、アメリカ合衆国
- FRH (KFRH) – フレンチリック町営空港 – インディアナ州フレンチリック、アメリカ合衆国
- FRI (KFRI) – マーシャル空軍基地（Fort Riley）– カンザス州ジャンクションシティ、アメリカ合衆国
- FRL (LIPK) – フォルリ空港 – フォルリ、イタリア共和国
- FRM (KFRM) – フェアモント市営空港 – ミネソタ州フェアモント、アメリカ合衆国
- FRO (ENFL) – Florø 空港 – ソグン・オグ・フョーラネ県Florø、ノルウェー王国
- FRR (KFRR) – Front Royal-Warren 郡空港 – バージニア州Front Royal、アメリカ合衆国
- FRS (MGMM) – ムンド・マヤ国際空港 – フローレス、グアテマラ共和国
- FRU (UAFM) – マナス国際空港 – ビシュケク、キルギス共和国

### FS
- FSC (LFKF) – フィガリ＝シュド・コルス空港 – コルシカ島Figari、フランス共和国
- FSD (KFSD) – スーフォールズ地域空港 – サウスダコタ州スーフォールズ、アメリカ合衆国
- FSI (KFSI) – Henry Post 空軍基地（Fort Sill）– オクラホマ州Fort Sill、アメリカ合衆国
- FSK (KFSK) – フォートスコット市営空港 – カンザス州フォートスコット、アメリカ合衆国
- FSM (KFSM) – フォートスミス地域空港 – アーカンソー州フォートスミス、アメリカ合衆国
- FSO (KFSO) – Franklin County State 空港 – バーモント州ハイゲート、アメリカ合衆国
- FSP (LFVP) – サンピエール空港 – サンピエール島・ミクロン島サンピエール、フランス共和国
- FST (KFST) – Fort Stockton-Pecos 郡空港 – テキサス州フォートストックトン、アメリカ合衆国
- FSU (KFSU) – フォートサムナー村営空港 – ニューメキシコ州フォートサムナー、アメリカ合衆国
- FSW (KFSW) – フォートマディソン市営空港 – アイオワ州フォートマディソン、アメリカ合衆国
- FSZ (RJNS) – 静岡空港 – 静岡県牧之原市、日本

### FT
- FTA (NVVF) – Futuna 空港 – Futuna 島、バヌアツ共和国
- FTB (SAWC) – Comandante Armando Tola 国際空港 – エル・カラファテ、アルゼンチン共和国
- FTK (KFTK) – Godman 空軍基地 – ケンタッキー州フォートノックス、アメリカ合衆国
- FTT (KFTT) – Elton Hensley Memorial 空港 – ミズーリ州フルトン、アメリカ合衆国
- FTW (KFTW) – フォートワース・ミーチャム国際空港 – テキサス州フォートワース、アメリカ合衆国
- FTY (KFTY) – フルトン郡空港（Brown Field）– ジョージア州アトランタ、アメリカ合衆国

### FU
- FUE (GCFV) – フエルテベントゥラ空港 – フエルテベントゥラ島プエルト・デル・ロサリオ、スペイン王国
- FUG (ZSFY) – 阜陽西関空港 – 安徽省阜陽市、中華人民共和国
- FUJ (RJFE) – 福江空港 – 長崎県五島市、日本
- FUK (RJFF) – 福岡空港 – 福岡県福岡市、日本
- FUL (KFUL) – Fullerton 市営空港 – カリフォルニア州フラートン、アメリカ合衆国
- FUN (NGFU) – フナフティ国際空港 – フナフティ島、ツバル
- FUO (ZGFS) – 仏山沙堤空港 – 広東省仏山市南海区、中華人民共和国
- FUT (NLWF) – ポイント・ヴェレ空港 – ウォリス・フツナ、フランス共和国

### FV
- FVE (KFVE) – Northern Aroostook 地域空港 – メイン州フレンチビル、アメリカ合衆国
- FVM – ファイブマイル空港 – アラスカ州ファイブマイル、アメリカ合衆国
- FVX (KFVX) – ファームビル地域空港 – バージニア州ファームビル、アメリカ合衆国

### FW
- FWA (KFWA) – フォートウェイン国際空港 – インディアナ州フォートウェイン、アメリカ合衆国
- FWC (KFWC) – フェアフィールド市営空港 – イリノイ州フェアフィールド、アメリカ合衆国
- FWL (PAFW) – フェアウェル空港 – アラスカ州フェアウェル、アメリカ合衆国
- FWN (KFWN) – サセックス空港 – ニュージャージー州サセックス、アメリカ合衆国
- FWQ (KFWQ) – ロストレベー空港 – ペンシルベニア州モノンガヒーラ（ピッツバーグ郊外）、アメリカ合衆国
- FWS (KFWS) – Fort Worth Spinks 空港 – テキサス州フォートワース、アメリカ合衆国

### FX
- FXE (KFXE) – フォートローダーデール・エグゼクティブ空港 – フロリダ州フォートローダーデール、アメリカ合衆国
- FXY (KFXY) – フォレストシティー市営空港 – アイオワ州フォレストシティー、アメリカ合衆国

### FY
- FYE (KFYE) – Fayette 郡空港 – テネシー州サマービル、アメリカ合衆国
- FYJ (KFYJ) – Middle Peninsula 地域空港 – バージニア州ウェストポイント、アメリカ合衆国
- FYM (KFYM) – Fayetteville 市営空港 – テネシー州Fayetteville、アメリカ合衆国
- FYU (PFYU) – フォートユーコン空港 – アラスカ州フォートユーコン、アメリカ合衆国
- FYV (KFYV) – Drake Field – アーカンソー州フェイエットビル、アメリカ合衆国

### FZ
- FZG (KFZG) – フィッツジェラルド市営空港 – ジョージア州フィッツジェラルド、アメリカ合衆国
- FZI (KFZI) – Fostoria Metropolitan 空港 – オハイオ州フォストリア、アメリカ合衆国
- FZY (KFZY) – オスウィーゴ郡空港 – ニューヨーク州フルトン、アメリカ合衆国